# Cammino di San Jacopo

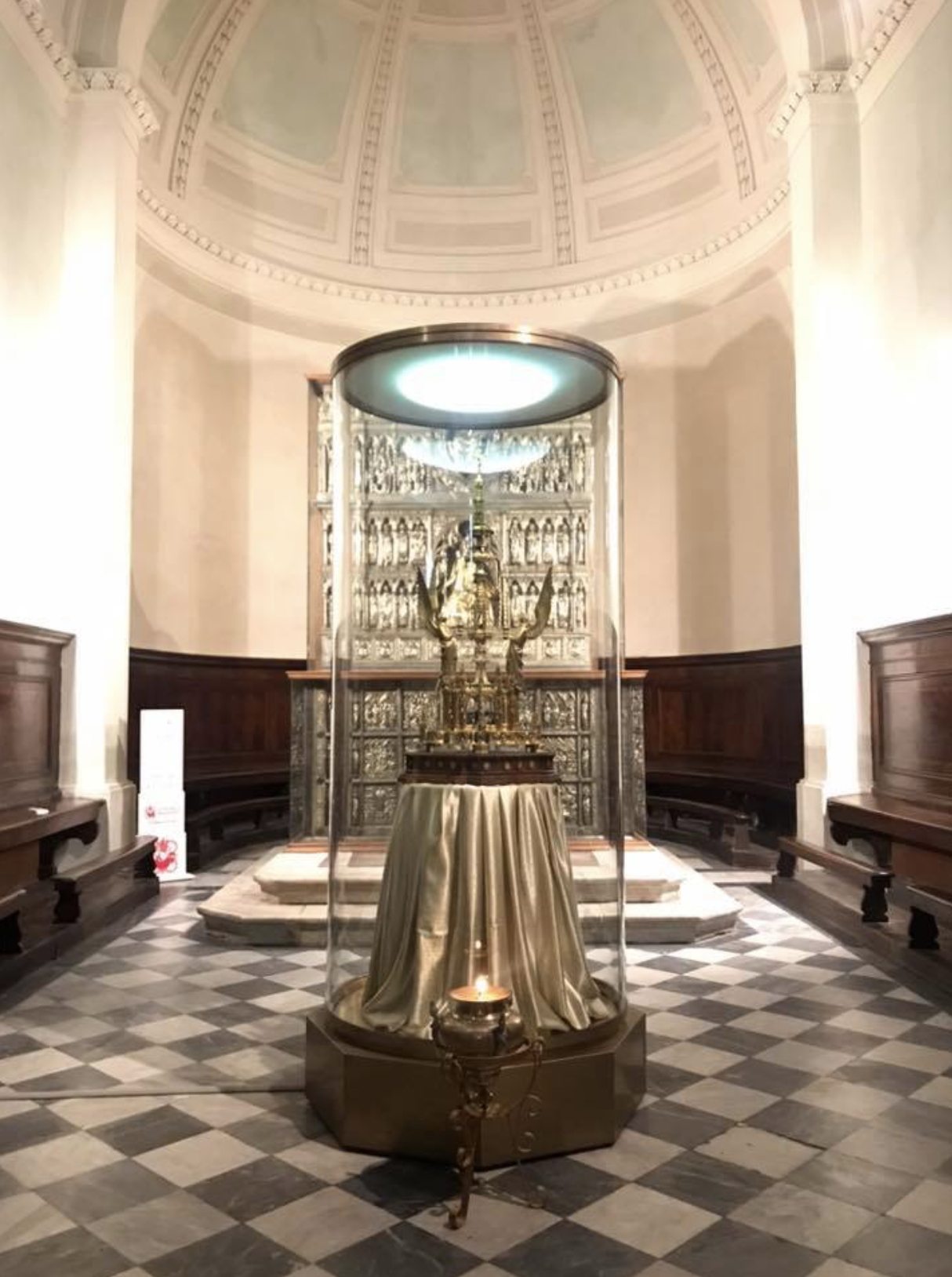
La Reliquia di San Giacomo il Maggiore (o San Jacopo), custodita davanti all'Altare Argenteo in Cattedrale a Pistoia

Il Cammino di San Jacopo (o Cammino di San Jacopo in Toscana) è un itinerario storico-devozionale jacopeo che attraversa da est a ovest la Toscana settentrionale collegando sette città e sette cattedrali (Firenze, Prato, Pistoia, Pescia, Lucca, Pisa e Livorno). Il nome, le simbologie e l'andamento richiamano direttamente il Cammino di Santiago a cui si collega e con cui ha molte affinità tanto da esserne identificato come la parte toscana. Tale identità è dovuta anche e soprattutto alla presenza dell'unica reliquia di San Giacomo il Maggiore (San Jacopo) al di fuori della città galiziana che ne custodisce le spoglie. Questa reliquia si trova a Pistoia (detta per questo anche "la piccola Santiago" o "Minor Santiago") dal 1145, quando il Vescovo Atto riuscì a far arrivare dalla Cattedrale di Santiago un frammento del cranio dell'Apostolo, che fu proclamato patrono della città. Un'ulteriore testimonianza del legame tra i due cammini è il fatto che il primo e unico cippo chilometrico del Cammino di Santiago in Italia (detto mojón in castigliano o mouteira in galiziano) è stato donato dalla Xunta Galiziana alla città di Pistoia il 23 Novembre 2019 e riporta la distanza di 2.505 Km tra le due città accomunate dalla stessa devozione per San Jacopo.

## Il tracciato
Il tracciato, spesso pedecollinare, collega molti centri di notevole interesse storico-culturale attraverso sentieri, antiche strade selciate e strade per lo più a basso traffico. Il percorso è stato ideato da Nedo Ferrari, architetto e esperto di itinerari storici che ha considerato l'inurbamento delle pianure come un ostacolo per il chi va a piedi, alla stregua dell'impaludamento che nei secoli passati il pellegrino-viandante doveva affrontare nelle stesse zone. Per questo il Cammino di San Jacopo va a cercare antichi collegamenti che, pur non deviando troppo dalle antiche direttrici viarie (la Via Cassia e la Via Aemilia Scauri), toccano borghi, pievi, tabernacoli e croci votive che testimoni di un passaggio antico e continuo. 
I comuni attraversati sono: Firenze, Sesto Fiorentino, Calenzano, Prato, Montemurlo, Montale, Pistoia, Serravalle Pistoiese, Monsummano Terme, Pieve a Nievole, Montecatini Terme, Massa e Cozzile, Buggiano, Uzzano, Pescia, Capannori, Lucca, San Giuliano Terme, Pisa, Livorno.

## Il simbolo
Il simbolo del Cammino di San Jacopo riproduce la conchiglia stilizzata a nove raggi che richiama il ben più importante cammino jacopeo verso Santiago di Compostella, sovrapposta alla losanga del romanico pisano, lo stile più diffuso in molte chiese del XII secolo lungo il cammino.

## La Jacopea
La Jacopea è un certificato che viene conferito ai pellegrini che percorrono a piedi il Cammino. Viene rilasciata dall'Accoglienza Pellegrina posta all'interno del battistero di San Giovanni in corte a Pistoia a coloro che sono in possesso dei seguenti tre requisiti: 1) aver percorso il Cammino con una motivazione religiosa o spirituale; 2) aver percorso almeno 50 km a piedi; 3) aver raccolto sulla credenziale almeno due timbri al giorno, nei luoghi attraversati durante il Cammino.

## Collegamenti con altri cammini
Il Cammino di San Jacopo interseca lungo il proprio percorso altri cammini:
- Piccolo Cammino di San Jacopo: si incontrano a Firenze, Prato e Pistoia, correndo paralleli ed intersecandosi per un tratto.
- Via Ghibellina: si incontrano a Firenze.
- Via Romea Germanica Imperiale: si incontrano a Firenze ed hanno un tratto in comune.
- Via Medicea: si incontrano a Prato.
- Via della Lana e della Seta: si incontrano a Prato.
- Cammino di San Bartolomeo: si incontrano a Pistoia.
- Via Francesca della Sambuca: si incontrano a Pistoia.
- Via Romea Nonantolana: si incontrano a Pistoia.
- Cammino di Santa Giulia: si incontrano a Lucca, Pisa e Livorno, correndo paralleli ed intersecandosi per un tratto.
- Cammino d'Etruria: si incontrano a Pisa e Livorno, correndo paralleli ed intersecandosi per un tratto.